# Al Unser Jr.'s Turbo Racing
Al Unser Jr.'s Turbo Racing, också känt som bara Turbo Racing, är ett arkadspel utvecklat och släppt av Konami 1989. Spelet handlar om att köra bil i olika tävlingar och utmaningar, och det var ett av de första spelen som använde sig av 3D-grafik.
Spelaren kan välja mellan fyra olika banor och ett stort utbud av bilar, och spelet har en rad olika spelmodi såsom karriär, tidskörning och multiplayer. Al Unser Jr.'s Turbo Racing har även en unik feature som gör att spelaren kan växla mellan olika perspektiv under tävlingen, vilket ger en mer realistisk körkänsla.
Spelet fick generellt positiva recensioner vid lanseringen, och det har även hyllats för sin innovativa användning av 3D-grafik och för sin spelbarhet.